# David Platt
David Andrew Platt (Chadderton, 10 giugno 1966) è un ex calciatore e allenatore di calcio inglese, di ruolo centrocampista.

## Biografia
È sposato e ha un figlio, Charlie, nato nel 2006.
Platt parla fluentemente italiano per via della sua permanenza nello stivale.

### Nella cultura di massa
È raffigurato nella copertina del videogioco FIFA 94 assieme a Pat Bonner.

## Carriera

### Giocatore

#### Club

##### Gli inizi
Platt si è unito al settore giovanile del Manchester United nel 1982, venendo notato mentre giocava con il Chadderton. Ha firmato un contratto da professionista nel 1984, ma durante la stagione 1984-1985 non ha mai giocato con la prima squadra e già a febbraio si è trovato libero di lasciare il club.
Dario Gradi l'ha portato così al Crewe Alexandra, militante in Fourth Division, dove nel corso di tre anni ha giocato 156 partite e messo a segno 56 reti. Ha segnato un gol in tre gare di FA Cup e 4 reti in 4 gare di EFL Cup.
Nel febbraio del 1988 lascia la quarta serie per unirsi all'Aston Villa, militante in Second Division, per 200.000 sterline, con cui ottiene subito la promozione in massima serie. Nell'annata 1989-1990 l'Aston Villa si piazza secondo in campionato, alle spalle del Liverpool, e Platt viene votato Calciatore dell'anno della PFA.
In tre anni all'Aston Villa ha giocato 121 gare di campionato, segnando 50 gol, oltre a 2 gol in 4 gare di FA Cup e 10 reti in 14 partite di EFL Cup.
In una sconfitta per 5-0 contro l'Arsenal ha giocato in porta causa l'infortunio del portiere Nigel Spink.

##### L'arrivo in Italia

Platt capitano del Bari nella stagione 1991-1992

Nel 1991 lascia l'Inghilterra per approdare al Bari, allora militante in Serie A, per 12 miliardi di lire. In una stagione al San Nicola disputa 29 partite e segna 11 reti, con la fascia di capitano al braccio. Purtroppo per l'inglese e per i compagni, la stagione si conclude con la retrocessione del Bari in Serie B.
Nonostante l'insistenza di Roberto Mancini affinché venisse alla Sampdoria con lui, nel 1992 Platt passa per 13 miliardi di lire alla Juventus dove, nonostante sia partecipe del successo in Coppa UEFA, non riesce a trovare un posto da titolare in campionato: in 16 partite mette a segno 3 gol.

Platt alla Juventus nella stagione 1992-1993

Nel 1993 raggiunge finalmente Mancini alla Sampdoria, dove agli ordini di Sven-Goran Eriksson vince la Coppa Italia 1993-1994 e ritorna su alti livelli, mettendo a segno 17 reti in 55 gare e segnalandosi come uno dei migliori blucerchiati dell'epoca.

##### Ritorno in Inghilterra
Nel 1995 rientrò in Inghilterra per militare nell'Arsenal, che lo acquista per 12 miliardi di lire.
Il primo anno, dove segna 6 reti in 29 gare, vede i gunners raggiungere il quinto posto in campionato e l'esonero del manager che aveva portato Platt a Londra, Bruce Rioch. Tuttavia, con l'avvento di Arsene Wenger, Platt mantiene il suo posto da titolare a fianco del nuovo acquisto Patrick Vieira, e segna 4 reti in 26 partite nella stagione 1996-1997.
Con l'arrivo di Emmanuel Petit la titolarità di Platt viene messa a rischio, e ottiene solo 11 presenze da titolare e ben 20 da subentrato: la finale di FA Cup 1997-1998, vinta contro il Newcastle Utd, è la sua ultima partita con l'Arsenal, dove ha totalizzato 107 partite e 15 reti tra campionato e coppe.
Nei due anni da giocatore-allenatore del Nottingham Forest ha giocato 5 partite e segnato una rete.
Complessivamente, tra Inghilterra e Italia, ha disputato 423 gare segnando 151 gol.

#### Nazionale
Fu convocato per la prima volta in nazionale dall'allenatore Bobby Robson in un'amichevole contro l'Italia nel 1989. Dopo averlo convocato altre quattro volte, Robson lo include nei 22 giocatori che rappresenteranno l'Inghilterra al campionato del mondo 1990 in Italia.
Platt rimase in panchina per gli incontri del primo turno eliminatorio, racimolando solo una ventina di minuti di gioco da subentrato, e fu mandato in campo durante l'incontro degli ottavi di finale contro il Belgio. Fu l'artefice della vittoria segnando un gol al volo – il primo in nazionale – nell'ultimo minuto dei tempi supplementari: l'incontro finì 1-0 con l'Inghilterra qualificata per i quarti di finale.
Essendosi infortunato il capitano Bryan Robson, Platt fu schierato la successiva partita – il quarto di finale contro il Camerun – da titolare e segnò il gol dell'1-0 nella vittoria per 3-2 finale. Nella semifinale persa ai tiri di rigore contro la Germania Ovest, Platt trasformò il terzo tentativo dal dischetto. Infine completò il suo mondiale con un altro gol nella finale per il terzo posto persa per 1-2 contro l'Italia. Dopo il mondiale Platt mantenne un posto nei titolari della nazionale, poi allenata da Graham Taylor, suo ex allenatore nell'Aston Villa.

Platt, con la maglia dell'Inghilterra, esulta dopo la sua rete al Camerun nei quarti di finale del.

Nel campionato d'Europa 1992 l'Inghilterra non riuscì a vincere nessuna partita del suo gruppo eliminatorio e fu subito eliminata; Platt riuscì a segnare il solo gol della squadra inglese nella sconfitta per 1-2 contro la Svezia. Finita l'era Taylor, nel 1994 il nuovo allenatore Terry Venables conservò inizialmente il posto in squadra a Platt (che segnò il primo gol dell'Inghilterra con Venables allenatore, contro la Danimarca in un'amichevole); ma all'approssimarsi del campionato d'Europa 1996 ospitato proprio dall'Inghilterra, perse sia la fascia di capitano che il posto da titolare, a favore di Tony Adams quale capitano e di Paul Ince e Paul Gascoigne a centrocampo.
Platt entrò da sostituto nella maggior parte degli incontri della prima fase di Euro '96, e iniziò da titolare il vittorioso quarto di finale contro la Spagna, in concomitanza della squalifica di Ince. Nella semifinale contro la Germania, come nella semifinale mondiale di sei anni prima, segnò un rigore ma l'Inghilterra fu egualmente eliminata. Platt si ritirò dal calcio internazionale dopo 62 presenze in nazionale (di cui 13 da capitano) e 27 gol.

### Allenatore

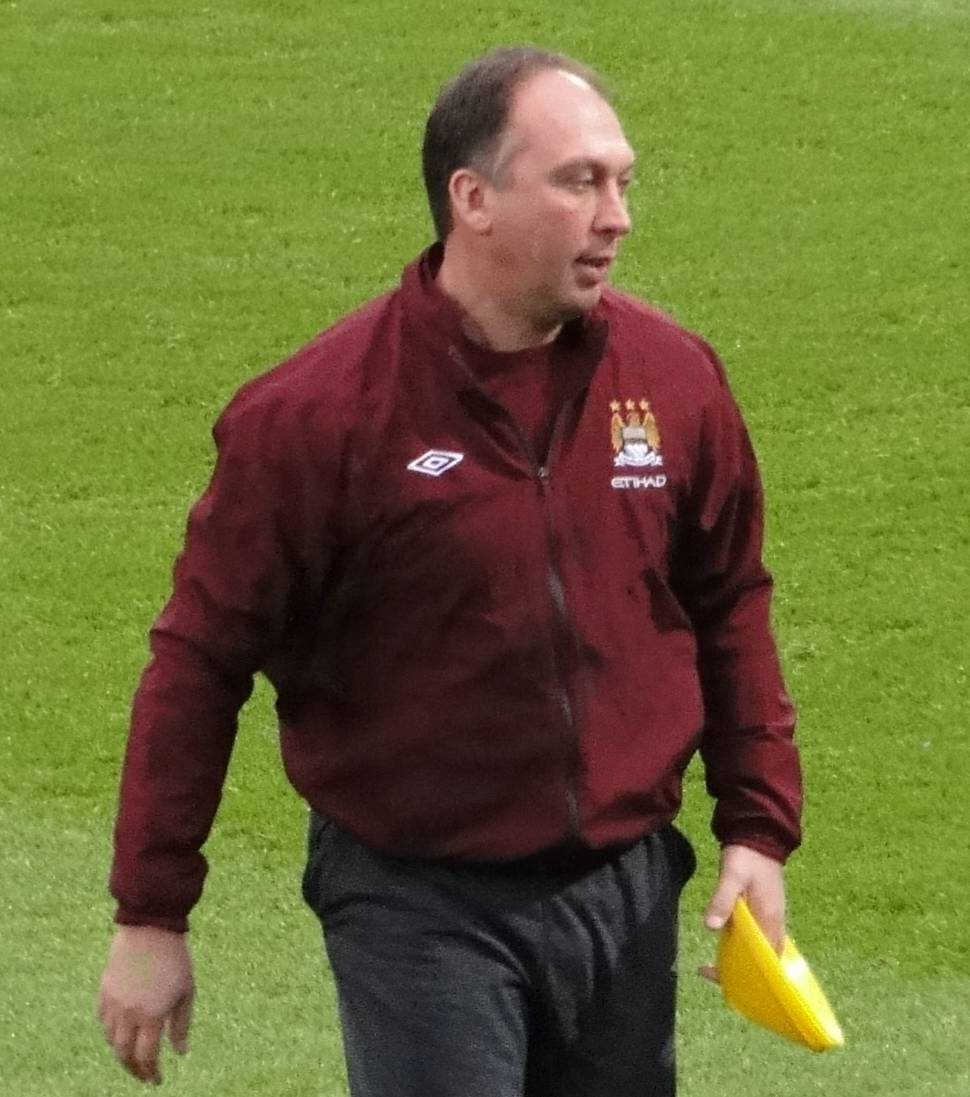
Platt nel 2010, assistente allenatore al Manchester City.

Il 17 dicembre 1998 venne nominato allenatore della Sampdoria, in coppia con Giorgio Veneri, dotato di patentino. Esordi con un pareggio per 2 a 2 contro il Milan. Il 2 febbraio 1999 in seguito alla sconfitta contro il Perugia si dimise nonostante la fiducia della società, chiudendo l'esperienza blucerchiata con 3 pareggi e 3 sconfitte. Il successivo 1º luglio fece nuovamente ritorno in Inghilterra in qualità di allenatore-giocatore del Nottingham Forest. Il primo anno terminò il campionato al quattordicesimo posto, venne eliminato nella Coppa d'Inghilterra al quarto turno dal Chelsea per 2 a 0 e nella Coppa di lega inglese venne eliminato al terzo turno dal Sheffield Wednesday per 4 a 1. Il secondo anno terminò il campionato all'undicesimo posto, venne eliminato nella Coppa d'Inghilterra al terzo turno dal Wolverhampton Wanderers per 1 a 0 e nella Coppa di lega inglese al primo turno dal Darlington.
Il 17 luglio 2001 fu quindi nominato allenatore dell'Under-21 inglese, carica che ricoprì con un certo successo, qualificandosi per l'europeo Under-21 2002, dove uscì nei gironi. Il 15 maggio 2004, dopo la mancata qualificazione all'europeo Under-21 2004, fu esonerato, chiudendo il suo ciclo con 12 vittorie in 26 partite.
Il 3 luglio 2010 viene assunto come vice allenatore del Manchester City, dove ritrova gli ex compagni sampdoriani Attilio Lombardo, Fausto Salsano e Roberto Mancini. Il 14 maggio 2013 si dimette dal suo ruolo di assistente tecnico per solidarietà verso Mancini, esonerato dopo la sconfitta nella finale di FA Cup col Wigan.
Il 2 giugno 2015 viene nominato allenatore del club indiano del Pune City, che partecipa alla Indian Super League. Il 20 dicembre a campionato terminato e con la squadra arrivata al settimo posto non rinnova il contratto scaduto, concludendo l'esperienza indiana con 4 vittorie, 3 pareggi e 7 sconfitte.

## Statistiche

### Cronologia presenze e reti in nazionale
| Cronologia completa delle presenze e delle reti in nazionale ― Inghilterra | Cronologia completa delle presenze e delle reti in nazionale ― Inghilterra | Cronologia completa delle presenze e delle reti in nazionale ― Inghilterra | Cronologia completa delle presenze e delle reti in nazionale ― Inghilterra | Cronologia completa delle presenze e delle reti in nazionale ― Inghilterra | Cronologia completa delle presenze e delle reti in nazionale ― Inghilterra | Cronologia completa delle presenze e delle reti in nazionale ― Inghilterra | Cronologia completa delle presenze e delle reti in nazionale ― Inghilterra |
| Data                                                                       | Città                                                                      | In casa                                                                    | Risultato                                                                  | Ospiti                                                                     | Competizione                                                               | Reti                                                                       | Note                                                                       |
| -------------------------------------------------------------------------- | -------------------------------------------------------------------------- | -------------------------------------------------------------------------- | -------------------------------------------------------------------------- | -------------------------------------------------------------------------- | -------------------------------------------------------------------------- | -------------------------------------------------------------------------- | -------------------------------------------------------------------------- |
| 15-11-1989                                                                 | Londra                                                                     | Inghilterra                                                                | 0 – 0                                                                      | Italia                                                                     | Amichevole                                                                 | -                                                                          | 78’                                                                        |
| 13-12-1989                                                                 | Londra                                                                     | Inghilterra                                                                | 2 – 1                                                                      | Jugoslavia                                                                 | Amichevole                                                                 | -                                                                          | 67’                                                                        |
| 28-3-1990                                                                  | Londra                                                                     | Inghilterra                                                                | 1 – 0                                                                      | Brasile                                                                    | Amichevole                                                                 | -                                                                          |                                                                            |
| 15-5-1990                                                                  | Londra                                                                     | Inghilterra                                                                | 1 – 0                                                                      | Danimarca                                                                  | Amichevole                                                                 | -                                                                          | 78’                                                                        |
| 2-6-1990                                                                   | Tunisi                                                                     | Tunisia                                                                    | 1 – 1                                                                      | Inghilterra                                                                | Amichevole                                                                 | -                                                                          | 78’                                                                        |
| 16-6-1990                                                                  | Cagliari                                                                   | Paesi Bassi                                                                | 0 – 0                                                                      | Inghilterra                                                                | Mondiali 1990 - 1º turno                                                   | -                                                                          | 64’                                                                        |
| 21-6-1990                                                                  | Cagliari                                                                   | Inghilterra                                                                | 1 – 0                                                                      | Egitto                                                                     | Mondiali 1990 - 1º turno                                                   | -                                                                          | 86’                                                                        |
| 26-6-1990                                                                  | Bologna                                                                    | Belgio                                                                     | 0 – 1 dts                                                                  | Inghilterra                                                                | Mondiali 1990 - Ottavi di finale                                           | 1                                                                          | 71’                                                                        |
| 1-7-1990                                                                   | Napoli                                                                     | Inghilterra                                                                | 3 – 2 dts                                                                  | Camerun                                                                    | Mondiali 1990 - Quarti di finale                                           | 1                                                                          |                                                                            |
| 4-7-1990                                                                   | Torino                                                                     | Germania Ovest                                                             | 1 – 1 dts (4 – 3 dtr)                                                      | Inghilterra                                                                | Mondiali 1990 - Semifinale                                                 | -                                                                          |                                                                            |
| 7-7-1990                                                                   | Bari                                                                       | Italia                                                                     | 2 – 1                                                                      | Inghilterra                                                                | Mondiali 1990 - Finale 3º posto                                            | 1                                                                          |                                                                            |
| 12-9-1990                                                                  | Londra                                                                     | Inghilterra                                                                | 1 – 0                                                                      | Ungheria                                                                   | Amichevole                                                                 | -                                                                          |                                                                            |
| 17-10-1990                                                                 | Londra                                                                     | Inghilterra                                                                | 2 – 0                                                                      | Polonia                                                                    | Qual. Euro 1992                                                            | -                                                                          |                                                                            |
| 14-11-1990                                                                 | Dublino                                                                    | Irlanda                                                                    | 1 – 1                                                                      | Inghilterra                                                                | Qual. Euro 1992                                                            | 1                                                                          |                                                                            |
| 27-3-1991                                                                  | Londra                                                                     | Inghilterra                                                                | 1 – 1                                                                      | Irlanda                                                                    | Qual. Euro 1992                                                            | -                                                                          |                                                                            |
| 1-5-1991                                                                   | Smirne                                                                     | Turchia                                                                    | 0 – 1                                                                      | Inghilterra                                                                | Qual. Euro 1992                                                            | -                                                                          |                                                                            |
| 21-5-1991                                                                  | Londra                                                                     | Inghilterra                                                                | 3 – 1                                                                      | Unione Sovietica                                                           | England Challenge Cup                                                      | 2                                                                          |                                                                            |
| 25-5-1991                                                                  | Londra                                                                     | Inghilterra                                                                | 2 – 2                                                                      | Argentina                                                                  | England Challenge Cup                                                      | 1                                                                          |                                                                            |
| 1-6-1991                                                                   | Sydney                                                                     | Australia                                                                  | 0 – 1                                                                      | Inghilterra                                                                | Amichevole                                                                 | -                                                                          |                                                                            |
| 3-6-1991                                                                   | Auckland                                                                   | Nuova Zelanda                                                              | 0 – 1                                                                      | Inghilterra                                                                | Amichevole                                                                 | -                                                                          |                                                                            |
| 8-6-1991                                                                   | Wellington                                                                 | Nuova Zelanda                                                              | 0 – 2                                                                      | Inghilterra                                                                | Amichevole                                                                 | -                                                                          |                                                                            |
| 12-6-1991                                                                  | Kuala Lumpur                                                               | Malaysia                                                                   | 2 – 4                                                                      | Inghilterra                                                                | Amichevole                                                                 | -                                                                          |                                                                            |
| 11-9-1991                                                                  | Londra                                                                     | Inghilterra                                                                | 0 – 1                                                                      | Germania                                                                   | Amichevole                                                                 | -                                                                          |                                                                            |
| 16-10-1991                                                                 | Londra                                                                     | Inghilterra                                                                | 1 – 0                                                                      | Turchia                                                                    | Amichevole                                                                 | -                                                                          |                                                                            |
| 13-11-1991                                                                 | Poznań                                                                     | Polonia                                                                    | 1 – 1                                                                      | Inghilterra                                                                | Qual. Euro 1992                                                            | -                                                                          |                                                                            |
| 25-3-1992                                                                  | Praga                                                                      | Cecoslovacchia                                                             | 2 – 2                                                                      | Inghilterra                                                                | Amichevole                                                                 | -                                                                          |                                                                            |
| 29-4-1992                                                                  | Mosca                                                                      | Comunità degli Stati Indipendenti                                          | 2 – 2                                                                      | Inghilterra                                                                | Amichevole                                                                 | -                                                                          |                                                                            |
| 17-5-1992                                                                  | Londra                                                                     | Inghilterra                                                                | 1 – 1                                                                      | Brasile                                                                    | Amichevole                                                                 | 1                                                                          |                                                                            |
| 3-6-1992                                                                   | Helsinki                                                                   | Finlandia                                                                  | 1 – 2                                                                      | Inghilterra                                                                | Amichevole                                                                 | 2                                                                          |                                                                            |
| 11-6-1992                                                                  | Malmö                                                                      | Danimarca                                                                  | 0 – 0                                                                      | Inghilterra                                                                | Euro 1992 - 1º turno                                                       | -                                                                          |                                                                            |
| 14-6-1992                                                                  | Malmö                                                                      | Inghilterra                                                                | 0 – 0                                                                      | Francia                                                                    | Euro 1992 - 1º turno                                                       | -                                                                          |                                                                            |
| 17-6-1992                                                                  | Stoccolma                                                                  | Svezia                                                                     | 2 – 1                                                                      | Inghilterra                                                                | Euro 1992 - 1º turno                                                       | 1                                                                          |                                                                            |
| 9-9-1992                                                                   | Santander                                                                  | Spagna                                                                     | 1 – 0                                                                      | Inghilterra                                                                | Amichevole                                                                 | -                                                                          |                                                                            |
| 14-10-1992                                                                 | Londra                                                                     | Inghilterra                                                                | 1 – 1                                                                      | Norvegia                                                                   | Qual. Mondiali 1994                                                        | 1                                                                          |                                                                            |
| 18-11-1992                                                                 | Londra                                                                     | Inghilterra                                                                | 4 – 0                                                                      | Turchia                                                                    | Qual. Mondiali 1994                                                        | -                                                                          |                                                                            |
| 17-2-1993                                                                  | Londra                                                                     | Inghilterra                                                                | 6 – 0                                                                      | San Marino                                                                 | Qual. Mondiali 1994                                                        | 4                                                                          | Cap.                                                                       |
| 31-3-1993                                                                  | Smirne                                                                     | Turchia                                                                    | 0 – 2                                                                      | Inghilterra                                                                | Qual. Mondiali 1994                                                        | 1                                                                          | Cap. 65’                                                                   |
| 28-4-1993                                                                  | Londra                                                                     | Inghilterra                                                                | 2 – 2                                                                      | Paesi Bassi                                                                | Qual. Mondiali 1994                                                        | 1                                                                          | Cap.                                                                       |
| 29-5-1993                                                                  | Chorzów                                                                    | Polonia                                                                    | 1 – 1                                                                      | Inghilterra                                                                | Qual. Mondiali 1994                                                        | -                                                                          | Cap.                                                                       |
| 2-6-1993                                                                   | Oslo                                                                       | Norvegia                                                                   | 2 – 0                                                                      | Inghilterra                                                                | Qual. Mondiali 1994                                                        | -                                                                          | Cap.                                                                       |
| 13-6-1993                                                                  | Washington                                                                 | Brasile                                                                    | 1 – 1                                                                      | Inghilterra                                                                | U.S. Cup 1993                                                              | 1                                                                          | 46’                                                                        |
| 19-6-1993                                                                  | Pontiac                                                                    | Germania                                                                   | 2 – 1                                                                      | Inghilterra                                                                | U.S. Cup 1993                                                              | 1                                                                          | cap.                                                                       |
| 8-9-1993                                                                   | Londra                                                                     | Inghilterra                                                                | 3 – 0                                                                      | Polonia                                                                    | Qual. Mondiali 1994                                                        | -                                                                          |                                                                            |
| 13-10-1993                                                                 | Rotterdam                                                                  | Paesi Bassi                                                                | 2 – 0                                                                      | Inghilterra                                                                | Qual. Mondiali 1994                                                        | -                                                                          | cap.                                                                       |
| 17-11-1993                                                                 | Bologna                                                                    | San Marino                                                                 | 1 – 7                                                                      | Inghilterra                                                                | Qual. Mondiali 1994                                                        | -                                                                          |                                                                            |
| 9-3-1994                                                                   | Londra                                                                     | Inghilterra                                                                | 1 – 0                                                                      | Danimarca                                                                  | Amichevole                                                                 | 1                                                                          | cap.                                                                       |
| 17-5-1994                                                                  | Londra                                                                     | Inghilterra                                                                | 5 – 0                                                                      | Grecia                                                                     | Amichevole                                                                 | 2                                                                          | cap.                                                                       |
| 22-5-1994                                                                  | Londra                                                                     | Inghilterra                                                                | 0 – 0                                                                      | Norvegia                                                                   | Amichevole                                                                 | -                                                                          | cap.                                                                       |
| 7-9-1994                                                                   | Londra                                                                     | Inghilterra                                                                | 2 – 0                                                                      | Stati Uniti                                                                | Amichevole                                                                 | -                                                                          | cap.                                                                       |
| 16-11-1994                                                                 | Londra                                                                     | Inghilterra                                                                | 1 – 0                                                                      | Nigeria                                                                    | Amichevole                                                                 | 1                                                                          | cap.                                                                       |
| 15-2-1995                                                                  | Dublino                                                                    | Irlanda                                                                    | 1 – 0                                                                      | Inghilterra                                                                | Amichevole                                                                 | -                                                                          | cap.                                                                       |
| 29-3-1995                                                                  | Nantes                                                                     | Inghilterra                                                                | 0 – 0                                                                      | Uruguay                                                                    | Amichevole                                                                 | -                                                                          | cap.                                                                       |
| 3-6-1995                                                                   | Londra                                                                     | Inghilterra                                                                | 2 – 1                                                                      | Giappone                                                                   | Umbro Cup 1995                                                             | 1                                                                          | cap.                                                                       |
| 8-6-1995                                                                   | Leeds                                                                      | Inghilterra                                                                | 3 – 3                                                                      | Svezia                                                                     | Umbro Cup 1995                                                             | 1                                                                          | cap.                                                                       |
| 11-6-1995                                                                  | Londra                                                                     | Inghilterra                                                                | 1 – 3                                                                      | Brasile                                                                    | Umbro Cup 1995                                                             | -                                                                          | cap.                                                                       |
| 27-3-1996                                                                  | Londra                                                                     | Inghilterra                                                                | 1 – 0                                                                      | Bulgaria                                                                   | Amichevole                                                                 | -                                                                          | 77’                                                                        |
| 24-4-1996                                                                  | Londra                                                                     | Inghilterra                                                                | 0 – 0                                                                      | Croazia                                                                    | Amichevole                                                                 | -                                                                          | cap.                                                                       |
| 18-5-1996                                                                  | Londra                                                                     | Inghilterra                                                                | 3 – 0                                                                      | Ungheria                                                                   | Amichevole                                                                 | -                                                                          | cap. 65’                                                                   |
| 8-6-1996                                                                   | Londra                                                                     | Inghilterra                                                                | 1 – 1                                                                      | Svizzera                                                                   | Euro 1996 - 1º turno                                                       | -                                                                          | 77’                                                                        |
| 18-6-1996                                                                  | Londra                                                                     | Paesi Bassi                                                                | 1 – 4                                                                      | Inghilterra                                                                | Euro 1996 - 1º turno                                                       | -                                                                          | 67’                                                                        |
| 22-6-1996                                                                  | Londra                                                                     | Spagna                                                                     | 0 – 0 dts (2 – 4 dtr)                                                      | Inghilterra                                                                | Euro 1996 - Quarti di finale                                               | -                                                                          |                                                                            |
| 26-6-1996                                                                  | Londra                                                                     | Germania                                                                   | 1 – 1 dts (6 – 5 dtr)                                                      | Inghilterra                                                                | Euro 1996 - Semifinale                                                     | -                                                                          |                                                                            |
| Totale                                                                     |                                                                            | Presenze                                                                   | 62                                                                         |                                                                            | Reti (13º posto)                                                           | 27                                                                         |                                                                            |

## Palmarès

### Giocatore

#### Club

##### Competizioni nazionali
- Coppa Italia: 1

Sampdoria: 1993-1994
- Campionato inglese: 1

Arsenal: 1997-1998
- Coppa d'Inghilterra: 1

Arsenal: 1997-1998

##### Competizioni internazionali
- Coppa UEFA: 1

Juventus: 1992-1993

#### Individuale
- Capocannoniere della Football League Cup: 1

1988-1989 (6 gol)
- Calciatore dell'anno PFA: 1

1990